# Littérature guinéenne
La littérature guinéenne — déjà reconnue à travers L'Enfant noir de Camara Laye, lauréat du prix Charles-Veillon en 1954, Soundiata ou l'épopée mandingue de Djibril Tamsir Niane qui popularisa le mythe de Soundiata Keïta en 1960 ou le prix Renaudot attribué à Tierno Monénembo pour Le Roi de Kahel en 2008 — trouve sa consécration lorsque Conakry est désignée « capitale mondiale du livre 2017 » par l'Unesco. Toujours en 2017, Tierno Monénembo reçoit le Grand prix de la francophonie décerné par l'Académie française.
Parmi les autres grands noms de la littérature guinéenne moderne figurent notamment Fodéba Keïta (1921-1969), Sikhé Camara (1921-), Alioum Fantouré (1938-), Williams Sassine (1944-1997), Kesso Barry (1948-), Mariama Kesso Diallo (?) et Koumanthio Diallo (1956-).

## Histoire de la littérature guinéenne
La littérature d'expression française n'est apparue qu'à la fin de la Seconde Guerre mondiale en Guinée. Jusqu'au XVIIe siècle, la tradition orale prévaut, à quelques rares exceptions près. C'est au cours du XVIIIe siècle qu'apparaissent les premières transcriptions d'écrits peuls en caractères arabes.

## Distinctions internationales
- Prix Charles-Veillon 1954 : Camara Laye, pour L'Enfant noir
- Grand prix littéraire d'Afrique noire 1973 : Alioum Fantouré, pour Le Cercle des tropiques
- Grand prix littéraire d'Afrique noire 1977 : Sory Camara pour Gens de la parole : essai sur la condition et le rôle des griots dans la société malinké
- Grand prix littéraire d'Afrique noire 1986 : Tierno Monénembo pour Les Écailles du ciel, ex aequo avec Désiré Bolya Baenga (RDC)
- Prix Renaudot 2008 : Tierno Monénembo, pour Le Roi de Kahel
- Prix Ahmadou-Kourouma 2013 : Tierno Monénembo pour Le Terroriste noir
- Prix RFI Théâtre 2016 : Hakim Bah pour Convulsions
- Grand prix de la francophonie 2017 : Tierno Monénembo pour l'ensemble de son œuvre.
- Prix Pawa de Poésie 2022 de l’association panafricaine des écrivains : Sekou Cherif haidara